# MIL-STD-1553
MIL-STD-1553 je serijska sabirnica koja je razvijena za potrebe ratnog zrakoplovstva. Osnovne značajke ove sabirnice su:
- dvojna redundantna i elektronički balansirane žice u tvarnom sloju
- vremenski multipleks (time division multiplexing)
- poludupleksni naredbeni i uzvratni protokol.

MIL-STD-1553 podržava do 31 uređaj spojen na sabirnicu, a prijenos podataka može se obaviti brzinama do 1 Mbit/s.  Ovaj standard razvilo je američko ratno zrakoplovstvo i objavilo ga 1973. godine. Prva letjelica koja je koristila ovaj standard bila je F-16. Kasnije su sve grane američke vojske prihvatile ovaj standard kao i NATO. U NATO-u MIL-STD-1553 poznat je kao STANAG 3838 AVS. Zbog korištenja transformatora na svim linijama ove sabirnice, svi uređaji koji su spojeni na sabirnicu MIL-STD-1553 električno su izolirani radi sigurnosti i radi smanjivanja stvaranja napona kroz zrakoplov. Novija inačica MIL-STD-1553 koristi optička vlakna umjesto bakrenih vodiča.